# TP SA Tower
TP SA Tower — небоскрёб в Варшаве, Польша. Высота 30-этажного небоскреба составляет 128 метров, также здание имеет 5 подземных этажей. Строительство планировалось закончить до 30 июня 2002 года, однако генподрядчик, компания PIA Piasecki SA не успел вовремя, после чего в начале 2003 года строительством занялась PORR Polska SA, и небоскреб был сдан в декабре 2003 года. Во время строительства фундамента был найден 580-килограммовый артиллерийский снаряд времен второй мировой войны.
Площадь дома составляет 50 000 м ², из них 41 000 м ² полезной площади. В доме находится штаб-квартира компании Telekomunikacja Polska SA. Также в нем расположено кафе и два ресторана и несколько апартаментов, в подземной части расположена автостоянка. Полная стоимость строительства составила 200 млн злотых.